# Prawdziwe duchołapy
Prawdziwe duchołapy (ang. The Real Ghostbusters, 1986–1991) – amerykański serial animowany na podstawie filmu kinowego Pogromcy duchów.

## Opis fabuły
Serial opisuje przygody czwórki naukowców – Petera Venkmana, Egona Spenglera, Winstona Zeddemore'a i Raymonda Stantza oraz zielonego ducha Slimera, którzy łapią duchy i przeżywają niezwykłe przygody.

## Obsada
- Lorenzo Music – Peter Venkman (I seria)
- Dave Coulier – Peter Venkman (II seria)
- Maurice LaMarche – Egon Spengler
- Arsenio Hall – Winston Zeddemore (I seria)
- Buster Jones – Winston Zeddemore (II seria)
- Frank Welker –
  - Ray Stantz,
  - Slimer
- Kath Soucie – Janine Melnitz
- Rodger Bumpass – Louis Tully

## Emisja w Polsce
Serial nigdy nie był emitowany w polskiej telewizji. Od 1990 roku, ITI Home Video wprowadziło na polski rynek cztery wydania VHS, każde zawierające po dwa odcinki serial. W wersji polskiej wydań VHS doszło do kilku zmian w tłumaczeniu, m.in. Peter był nazywany Piotrusiem, a Slimer Żabiduchem. Od 30 maja 2017 r. do 22 października 2019 r. Netflix udostępnił pierwsze 5 sezonów serialu z polskimi napisami.